# Ланкастер, Алан
Алан Ланкастер (англ. Alan Lancaster; 7 февраля 1949, Пекхэм, Лондон, Англия — 26 сентября 2021, Сидней, Австралия) — британский рок-музыкант, бас-гитарист, певец и автор песен, наибольшую известность получивший как участник (и один из основателей) рок-группы Status Quo. В 1999 году Ланкастер выпустил сольный альбом Life After Quo.

## Биография
В 1962 году Алан Ланкастер вместе со школьным другом Фрэнсисом Росси вошли в школьный оркестр — в основном, чтобы получить повод пропускать уроки. Вскоре дуэт организовал бит-группу: Фрэнсис — гитара, вокал, Алан — бас-гитара, вокал. Ансамбль, куда входили также органист и ударник, год репетировал в спальне Алана, после чего дал свой первый концерт в местном спортклубе. Вскоре к ним присоединился Джон Коглан: так началась история Status Quo. Ланкастер выпустил с группой 17 альбомов, 4 из которых возглавили британские чарты. Последний раз в составе группы он выступил 13 июля 1985 года на концерте Live Aid.
Вскоре после этого отношения Ланкастера с Росси ухудшились: последний начал самостоятельно записывать альбом Status Quo, причём, без ведома остальных музыкантов и Phonogram Records, с помощью тогдашнего менеджера воспользовался авансом, предназначавшимся для всей группы. Ланкастера в составе группы заменил Джон Эдвардс, после чего начались юридические склоки, завершившиеся в январе 1987 года, когда дело было улажено вне суда. Ланкастер, согласившийся передать свои права на название группы преемнику, к этому времени уже жил в Сиднее, Австралия. Здесь Ланкастер вошёл в состав группы The Party Boys, которая выпустила хит-альбом и сингл «He’s Gonna Step On You Again», возглавивший местный хит-парад.
В 1988 году Алан Ланкастер образовал The Bombers, в состав которой вошёл и Джон Коглан, ударник первого состава Status Quo. The Bombers сопровождали Cheap Trick (1988), Alice Cooper (1990) и Skid Row (1990) в ходе их австралийских гастролей; группа подписала американский контракт с A&M Records и получила самый большой контракт, когда-либо выдававшийся австралийскому коллективу в США, но осталась ни с чем после того, как A&M была продана Phonogram.
После распада The Bombers Ланкастер вместе с Джоном Брюстером (из The Angels) собрал ансамбль The Lancaster Brewster Band, затем — Alan Lancaster’s Bombers, группу, которая выпустила EP и провела гастроли по странам Скандинавии, но распалась в 1995 году. Ланкастер написал основную музыкальную тему к фильму «Indecent Obsession» и спродюсировал альбом пианиста классической школы Роджера Вудварда (Roger Woodward), который в Австралии получил статус платинового.
В марте 2010 года Ланкастер и Росси встретились в Сиднее. Это послужило причиной возобновления разговоров о возможном возрождении классического состава Status Quo.
В 2013—2014 годах Алан принял участие в воссоединениях оригинального состава Status Quo.
Скончался утром 26 сентября 2021 года в своём доме в Сиднее в окружении семьи. Друг Ланкастера рассказал, что музыкант страдал от рассеянного склероза.

## Дискография

### Status Quo
| - Picturesque Matchstickable Messages from the Status Quo (1968) - Spare Parts (1969) - Ma Kelly's Greasy Spoon (1970) - Dog of Two Head (1971) - Piledriver (1972), UK #5 - Hello! (1973), UK #1 - Quo (1974), UK #2 - On the Level (1975), UK #1 - Blue for You (1976), UK #1 | - Live (1977), UK #3 - Rockin’ All Over the World (1977), UK #5 - If You Can’t Stand the Heat (1978), UK #3 - Whatever You Want (1979), UK #3 - Just Supposin'' (1980), UK #4 - Never Too Late (1981), UK #2 - 1+9+8+2 (1982), UK #1 - Back to Back (1983), UK #9 |  |

### The Party Boys
- «He’s Gonna Step On You Again» (7", 12", CBS Records Australia, 1987)
- The Party Boys (LP, Epic 1987)[8]

### Alan Lancaster (сольно)
- Life After Quo (Eagle Rock Records, 1999)[9]